# Hydrangea linkweiensis
Hydrangea linkweiensis är en hortensiaväxtart som beskrevs av Woon Young Chun. Hydrangea linkweiensis ingår i släktet hortensior, och familjen hortensiaväxter. Inga underarter finns listade i Catalogue of Life.